# Jarek Bisaški
Jarek Bisaški falu Horvátországban Varasd megyében. Közigazgatásilag Breznicához tartozik.

## Fekvése
Varasdtól 29 km-re, községközpontjától 2 km-re délre, a Lónya folyó völgyében, az A4-es autópálya mellett fekszik.

## Története
1857-ben 88, 1910-ben 237 lakosa volt. 1920-ig Varasd vármegye Novi Marofi járásához tartozott. 2001-ben 67 háztartása és 208 lakosa volt.

## Nevezetességei
- Szentlélek-kápolna.
- Szent József-szobor.

## Külső hivatkozások
- Breznica község hivatalos oldala
- A bisagi plébánia honlapja